# Comté de Dixie
Le comté de Dixie est un comté situé dans l'État de Floride, aux États-Unis. Sa population était de 16 759 habitants en 2020. Selon les estimations de 2005, sa population atteignait 14 647 habitants. Son chef-lieu est Cross City.
Il est adjacent à la région de Big Bend et y est parfois inclus.

## Comtés adjacents
- Comté de Taylor (nord-ouest)
- Comté de Lafayette (nord)
- Comté de Gilchrist (est)
- Comté de Levy (sud-est)

## Principales villes
- Cross City
- Horseshoe Beach
- Old Town

## Démographie
| Groupe                           | Comté de Dixie | Floride | États-Unis |
| -------------------------------- | -------------- | ------- | ---------- |
| Blancs                           | 88,8           | 75,0    | 72,4       |
| Afro-Américains                  | 8,4            | 16,0    | 12,6       |
| Métis                            | 1,5            | 2,5     | 2,9        |
| Autres                           | 0,5            | 3,7     | 6,4        |
| Amérindiens                      | 0,4            | 0,4     | 0,9        |
| Asiatiques                       | 0,3            | 2,4     | 4,8        |
| Total                            | 100            | 100     | 100        |
|                                  |                |         |            |
| Hispaniques et Latino-Américains | 3,1            | 22,5    | 16,7       |

Selon l'American Community Survey, en 2010 96,29 % de la population âgée de plus de 5 ans déclare parler l'anglais à la maison, 1,91 % déclare parler l'espagnol, 1,26 % l'allemand, et 0,54 % une autre langue.
| 1930  | 1940  | 1950  | 1960  | 1970  | 1980  |
| ----- | ----- | ----- | ----- | ----- | ----- |
| 6 419 | 7 018 | 3 928 | 4 479 | 5 480 | 7 751 |

| 1990   | 2000   | 2010   | - | - | - |
| ------ | ------ | ------ | - | - | - |
| 10 585 | 13 827 | 16 422 | - | - | - |